# Max von Sydow
 Max von Sydow, rodným jménem Carl Adolf von Sydow (10. dubna 1929 Lund – 8. března 2020 Provence), byl švédský herec, známý zejména pro spolupráci s filmařem Ingmarem Bergmanem. Byl nominován na Oscara, získal cenu Emmy a Zlatý glóbus, také vyhrál Pasinetti Award nebo Honorary Cannes Award.

## Biografie

### Mládí
Narodil se do bohaté rodiny v Lundu ve Skåne ve Švédsku. Jeho otec, Carl Wilhelm von Sydow, byl etnolog a profesor irské, skandinávské a příbuzných kultur na univerzitě v Lundu. Jeho matka, baronka Greta (Rappeová), byla učitelka. Vyrostl jako luterán a později se stal agnostikem. O jeho dětství není mnoho známo, kromě toho, že zjevně byl plachý a tichý jedináček.
Navštěvoval Katedralskolan v Lundu a od devíti let se učil německy a anglicky. Ve škole založil s několika kamarády amatérskou divadelní společnost, kde začal svou hereckou kariéru. Základní vojenskou službu absolvoval předtím, než šel studovat na Královské dramatické divadlo (Dramaten) ve Stockholmu, kde studoval v letech 1948 až 1951 s herci jako Lars Ekborg, Margaretha Krook a Ingrid Thulin. Během doby, kdy pobýval v Dramaten, odbyl si svůj první filmový debut ve filmu Alfa Sjöberga Jen matka (Bara en mor, 1949), a Slečna Julie (Fröken Julie, 1951), filmovou verzi divadelní hry známého švédského dramatika Augusta Strindberga.

### Kariéra
V roce 1955 se přestěhoval do Malmö, kde potkal svého učitele Ingmara Bergmana. Jeho první práce s ním proběhla v Městském divadle v Malmö. Později s ním spolupracoval na filmech jako Sedmá pečeť (Det sjunde inseglet, 1957), Lesní jahody (Smultronstället, 1957) a Pramen panny (Jungfrukällan, 1960). V Sedmé pečeti hraje rytíře, který hraje šachy se smrtí, aby získal čas pro své přátele – tato scéna a film byly pro režiséra stěžejní.
V těchto filmech se naplno projevil jeho obrovský herecký talent, který rozvíjel v průběhu více než 50 let trvající kariéry. Začal dominovat jak na filmovém plátně, tak v divadle, stal se z něj idol mezinárodního uměleckého filmu. Kritikové si ho všimli již na počátku, a proto také v roce 1954 obdržel cenu Královské kulturní nadace. Pracoval hodně v divadle i ve filmu ve Skandinávii a odolával zvyšujícímu se zájmu ze Spojených států, aby šel pracovat do Hollywoodu. Poté, co účinkoval v Bergmanově filmu oceněném Oscarem, padla na něj volba pro hlavní roli ve filmu Dr. No. Poté již odešel do USA a souhlasil s rolí Ježíše v epickém filmu George Stevense Největší příběh všech dob (1965). Protože jeho herectví bylo žádáno i jinými americkými produkcemi, rozhodl se přestěhovat s celou rodinou do Los Angeles.

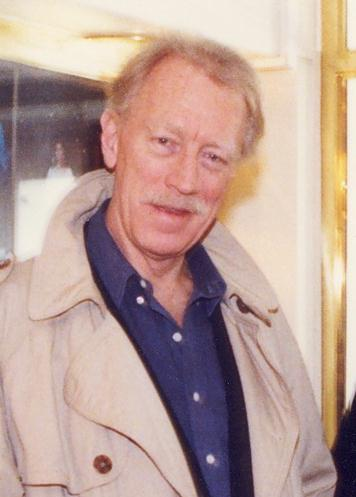
Von Sydow v roce 1992

### Osobní život
1. srpna 1951 si vzal za manželku herečku Kerstin Olin. Z jejich manželství se narodili dva synové, Clas S. von Sydow a Henrik von Sydow. Jeho děti s ním hrály ve filmu Hawaii, a to roli syna jím ztvárněné postavy v různém věku.
S Kerstin Olin se rozvedl v roce 1979. 30. dubna 1997 se v Provence ve Francii oženil s francouzskou filmařkou Catherine Brelet. Měl s ní rovněž dva syny, Yvana a Cedrica. Poté žil se svou ženou v Paříži, kde četl, poslouchal hudbu a zahradničil. Nechal se slyšet, že nemá úmysly jít do důchodu, avšak bral už jen malé role. Francouzské státní občanství obdržel v roce 2002.
Von Sydow zemřel 8. března 2020, ve věku 90 let.

## Filmografie
- Jen matka (Bara en mor) (1949)
- Slečna Julie (Fröken Julie) (1951)
- Ingen mans kvinna (1953)
- Rätten att älska (1956)
- Herr Sleeman kommer (1957) (TV)
- Prästen i Uddarbo (1957)
- Sedmá pečeť (Det sjunde inseglet) (1957)
- Lesní jahody (Smultronstället) (1957)
- Brink of Life (Nära livet) (1958)
- Spion 503 (1958)
- Rabies (1958) (TV)
- Tvář (Ansiktet) (1958)
- Pramen panny (Jungfrukällan) (1960)
- The Wedding Day (Bröllopsdagen) (1960)
- Jako v zrcadle (Sasom i en spegel) (1961)
- The Adventures of Nils Holgersson (Nils Holgerssons underbara resa genom Sverige) (1962)
- Milenka (Älskarinnan) (1962)
- Hosté Večeře Páně (Nattvardsgästerna) (1963)
- 4 x 4 (segment "Uppehall i myrlandet") (1965)
- The Reward (1965)
- The Greatest Story Ever Told (1965)
- The Quiller Memorandum (1966)
- Havaj (1966)
- Here's Your Life (Här har du ditt liv) (1966)
- Deník Anny Frankové (1967) (TV)
- Hodina vlků (Vargtimmen) (1968)
- Black Palm Trees (Svarta palmkronor) (1968)
- Hanba (Skammen) (1968)
- Made in Sweden (1969)
- Náruživost (En passion) (1969)
- The Kremlin Letter (1970)
- The Night Visitor (1971)
- Vystěhovalci (Utvandrarna) (1971)
- The Apple War (1971)
- Dotek (Beröringen) (1971)
- I havsbandet (1971) (minisérie)
- Embassy (1972)
- Nová země (Nybyggarna) (1972)
- Kvartetten som sprängdes (1973) (minisérie)
- Vymítač ďábla (1973)
- Steppenwolf (1974)
- Trompe-l'oeil (1975)
- The Softening of the Egg (1975)
- Heart of a Dog (1975) (Cuore di cane)
- The Ultimate Warrior (1975)
- Tři dny Kondora (1975)
- Pouť zatracených (1976)
- Tatarská poušť (Il deserto dei tartari) (1976)
- Foxtrot (1976)
- Ctihodné mrtvoly (Cadaveri eccellenti) (1976)
- Pochoduj nebo zemři (1977)
- Vymítač ďábla II: Kacíř (1977)
- Black Journal (Gran bollito) (1977)
- Brass Target (1978)
- Hurikán (1979)
- Smrt v přímém přenosu (La mort en direct) (1980)
- Sladké lži (Bugie bianche) (1980)
- Flash Gordon (1980)
- Vítězství (1981)
- Hit Man (Jugando con la muerte) (1982)
- Let Orla (Ingenjör Andrées luftfärd) (1982)
- Barbar Conan (1982)
- Strange Brew (1983)
- Circle of Passions (Le cercle des passions) (1983)
- Dernier civil, Le (1983) (TV)
- Nikdy neříkej nikdy (1983)
- Útěk ze sna (1984)
- Samson and Delilah (1984) (TV)
- The Ice Pirates (1984)
- A Soldier's Tale (1984)
- Duna (1984)
- The Repenter (Il pentito) (1985)
- Code Name: Emerald (1985)
- Kryštof Kolumbus (1985) (minisérie)
- Kojak: The Belarus File (1985) (TV)
- The Last Place on Earth]' (1985) (minisérie)
- Quo Vadis? (1985)
- Duet pro jednoho (1986)
- Hana a její sestry (1986)
- The Wolf at the Door (Oviri) (1986)
- Gösta Berlings saga (1986) (minisérie)
- The Second Victory (1986)
- Pelle Dobyvatel (1987)
- Red King, White Knight (1989) (TV)
- Hiroshima: Out of the Ashes (1990) (TV)
- A Violent Life (Una vita scellerata) (1990)
- Otec (1990)
- Čas probuzení (1990)
- Býk (1991)
- Až na konec světa (Bis ans Ende der Welt) (1991)
- Polibek před smrtí (1991)
- 'Mio caro dottor Gräsler (1991)
- Dotknięcie ręki (The Silent Touch) (1992)
- S nejlepšími úmysly (Den goda viljan) (1992)
- Grandpa's Journey (Morfars resa) (1993)
- Och ge oss skuggorna (1993) (TV)
- Obchodník s hrůzou (1993)
- Dotek ruky (Dotkniecie reki) (1993)
- Onkel Vanja (1994) (TV)
- Čas jsou peníze  (1994)
- Občan X (1995) (TV)
- Čekání na úsvit (1995) (TV)
- Soudce Dredd (1995)
- Radetzky March (Radetzkymarsch) (1995)
- Private Confessions (Enskilda samtal) (1996) (TV)
- Biblické příběhy: Samson a Dalila (1996) (TV)
- Jerusalem (1996)
- Hamsun (1996)
- Solomon (1997) (TV)
- Princezna a chuďas (La principessa e il povero) (1997) (TV)
- V nepřátelských vodách (1997)
- Jak přicházejí sny (1998)
- Sníh padá na cedry (1999)
- Norimberk (2000) (minisérie)
- Intacto (Intacto) (2001)
- Král Galů (Vercingétorix) (2001)
- Vrah přichází v noci  (Non ho sonno) (2001)
- Amants de Mogador, Les (2002)
- Minority Report (2002)
- Ukrývané děti (La Fuga degli innocenti) (2004) (minisérie)
- Dark Kingdom: The Dragon King (2004)
- Heidi (2005)
- The Inquiry (2006)
- Křižovatka smrti 3 (2007)
- Skafandr a motýl (2007)
- Citové pouto (2007)
- Solomon Kane (2009)
- Truth & Treason (2009)
- 'Prokletý ostrov (2010)
- Neuvěřitelně hlasitě & nesmírně blízko (2011)
- Reklama (2012)
- The Letters (2014)
- Star Wars: Síla se probouzí (2015)
- První, poslední (2016)
- Kursk (2018)